# Monasterio de Agara
El monasterio de Agara (en georgiano: აგარის მონასტერი) es un complejo monástico perteneciente a la Iglesia Ortodoxa de Georgia ubicado cerca del pueblo de Uraveli, en el municipio de Akhaltsikhe, región de Samtskje – Yavajeti, Georgia.

## Historia
El complejo de Agara de Giorgia es multifacético. La abundancia y variedad de edificios atestiguan que debe haber habido un gran monasterio. La iglesia principal (X-XI) es una de las mejores y más grandes iglesias individuales de Georgia. También se conservan las ruinas de un monasterio (XI-XII), un campanario (XIII-XIV) y otros edificios del monasterio (ruinas de edificios comerciales y residenciales). Algunos de ellos tienen inscripciones que contienen referencias históricas. Una de las iglesias monasterio más grandes de Georgia se encuentra en el complejo Agar. La iglesia principal fue construida en el siglo X o XI y fue reparada no antes del siglo XIV.

## Diseño
El complejo consiste de una iglesia principal, refectorio, campanario y otras ruinas. La iglesia principal, datada entre el siglo X - XI, es la iglesia más grande de una sola nave en Georgia. El refectorio, fechado entre el siglo XI-XII, un campanario del siglo XIII-XIV y las ruinas de otros edificios también permanecen en la actualidad.